# Sergio Anaya
Sergio Enrique Anaya Basave (nacido el 22 de mayo de 1942 en Ciudad de México), conocido como Xelajú Anaya, es un jugador de fútbol mexicano retirado, que jugaba en la posición de delantero. Jugó para el Xelajú MC, León, Pumas de la UNAM y Unión de Curtidores.

## Trayectoria
Anaya debutó a los 17 años edad jugando para el Club Xelajú Mario Camposeco en 1959, donde jugó hasta 1966,
En 1966 llega al Club León, donde lograría marcar 55 goles, colocándose como uno de los grandes goleadores en la historia del club. Su mayor logro llegaría en la campaña México 70, cuando logró obtener el campeonato de goleo. También jugó para los Pumas de la UNAM, último equipo con el que jugaría en primera división, siendo su última temporada la 1972-73, después pasa al Unión de Curtidores que en ese entonces se encontraba en la Segunda división mexicana jugando la temporada 1973-74 y se retira.
Como jugador también fue refuerzo en varias ocasiones de equipos como Chivas de Guadalajara, Irapuato, Torreón, Puebla; y en Guatemala con el Comunicaciones y Tipografía Nacional.
En 1975 inicio como Auxiliar Técnico en el Club León, pasando tiempo también como preparador físico hasta llegar a Director Técnico en la temporada 1982-83.
Con la Selección de fútbol de México jugó 2 partidos amistosos, el primero de ellos el 8 de enero de 1967, y el segundo el 30 de enero de 1968 contra la Selección de fútbol de Colombia